# Norlindhia
Norlindhia es un género de plantas con flores perteneciente a la familia  Asteraceae. Comprende 3 especies descritas y  aceptadas.

## Taxonomía
El género fue descrito por Rune Bertil Nordenstam y publicado en Complements au Prodrome de la Flore Corse 44: 41. 2006.

## Especies seleccionadas
A continuación se brinda un listado de las especies del género Norlindhia aceptadas hasta junio de 2012, ordenadas alfabéticamente. Para cada una se indica el nombre binomial seguido del autor, abreviado según las convenciones y usos.
- Norlindhia amplectens (Harv.) B.Nord.
- Norlindhia aptera B.Nord.
- Norlindhia breviradiata (Norl.) B.Nord.